# Sorgente acustica

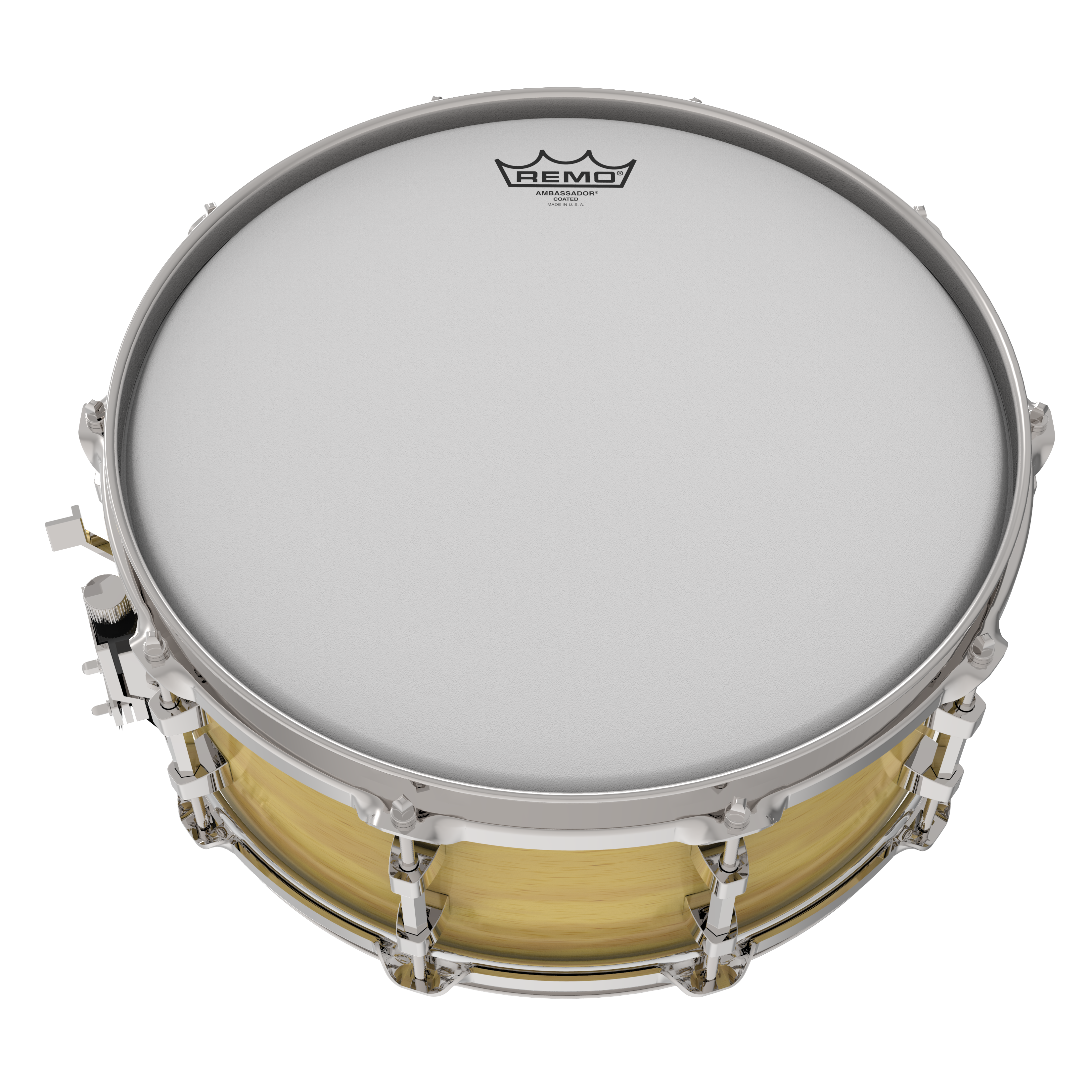
Tamburo, esempio di sorgente acustica.

Una sorgente acustica è un qualsiasi processo fisico che porti alla generazione di una perturbazione sonora all'interno di un mezzo (sia esso solido, liquido o gassoso). Esempi di sorgenti sonore sono le vibrazioni della membrana di un tamburo che viene percosso o la sirena meccanica di un allarme.
In acustica, gran parte dei fenomeni di interesse pratico possono essere descritti attraverso modelli più semplici combinati poi fra loro.

## Monopolo puntuale

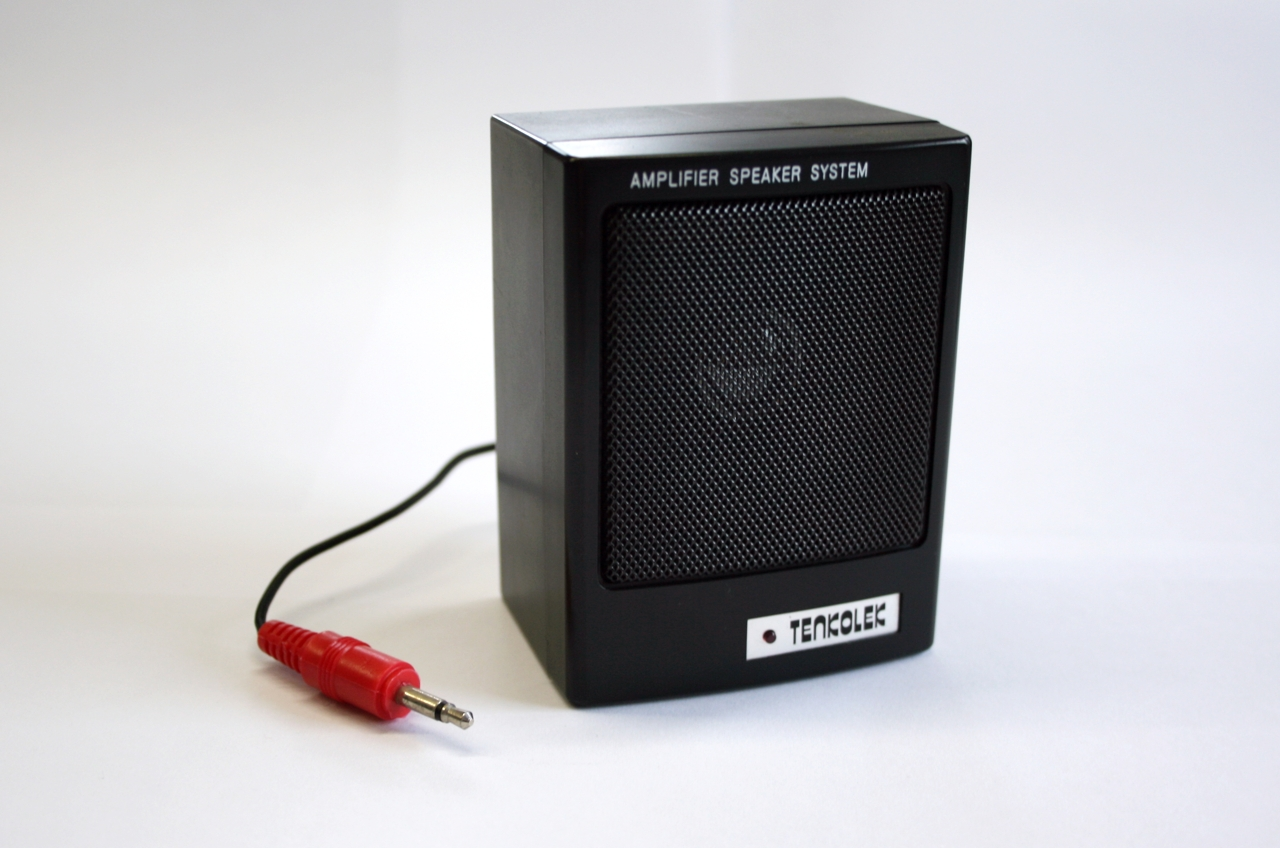
Altoparlante aperto solo da un lato, esempio di sorgente di tipo monopolo.

Una sorgente monopolo è la più semplice sorgente acustica possibile, in quanto rappresenta l'origine di un'onda che si propaga radialmente da un punto. La pressione acustica nell'ipotesi di piccole perturbazioni e di gas ideale per il mezzo è data da:
{\displaystyle p_{a}(r,t)={\frac {{\bar {\rho }}{\dot {Q}}(t-r/c)}{4\pi r}}}
dove {\displaystyle r} è la distanza radiale dall'origine, {\displaystyle {\bar {\rho }}} è la densità media del mezzo, {\displaystyle {\dot {Q}}} è il tasso di variazione della portata volumetrica immessa o sottratta all'origine e {\displaystyle c} è la velocità del suono media all'interno del mezzo. Si può notare che il termine {\displaystyle -r/c} fa sì che una variazione di massa al tempo {\displaystyle t} all'origine viene "sentita" alla distanza {\displaystyle r} con un ritardo {\displaystyle r/c}, che è appunto il tempo impiegato dalla perturbazione per percorrere la distanza {\displaystyle r}. Un classico esempio di una sorgente di tipo monopolo è un altoparlante chiuso da un lato.

## Dipolo puntuale

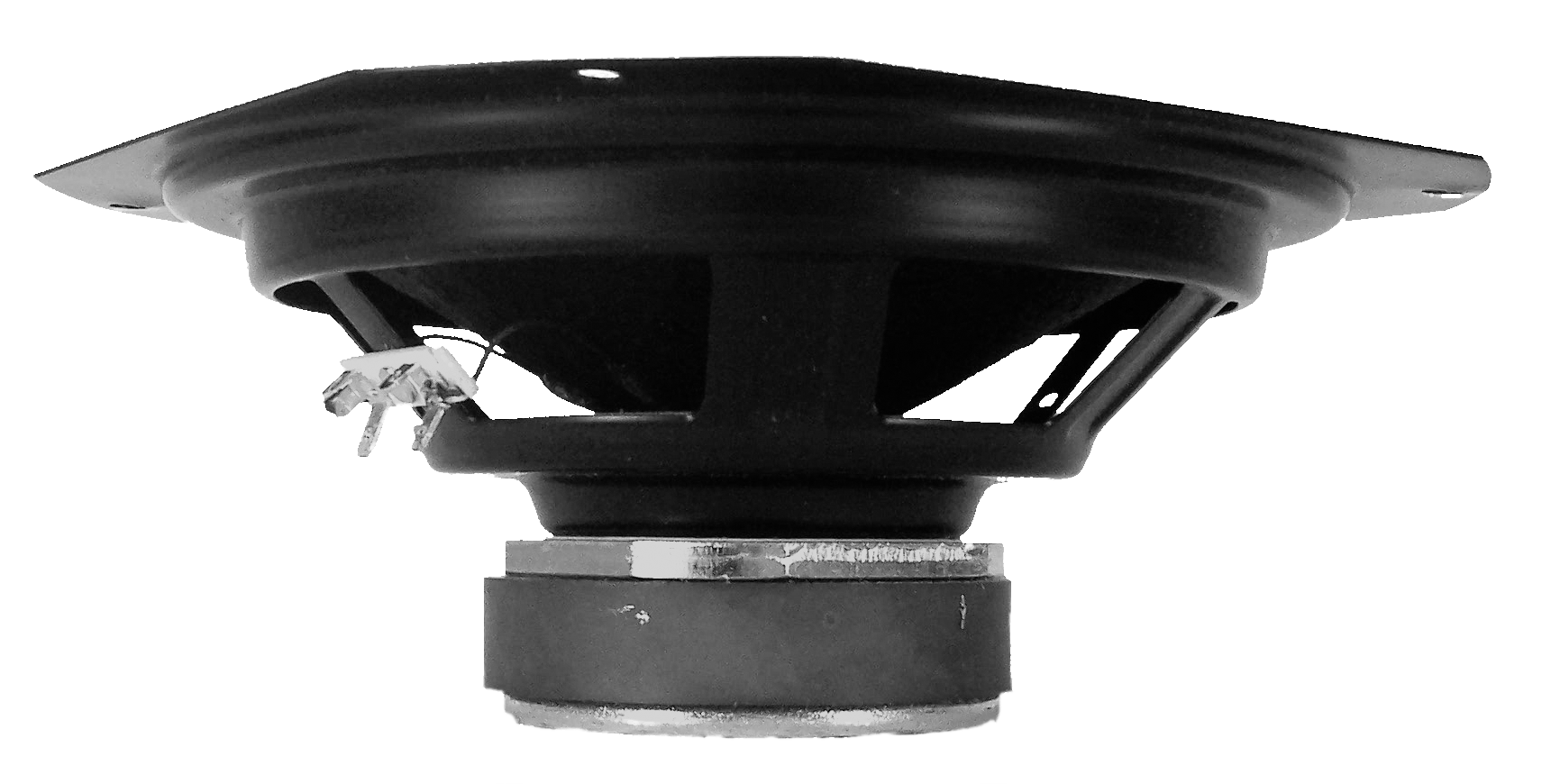
Altoparlante aperto da ambo i lati, esempio di dipolo acustico.

La sorgente puntuale di tipo dipolo è data dalla sovrapposizione degli effetti di due sorgenti di tipo monopolo poste ad una piccola distanza fra loro ed aventi un tasso di variazione della portata {\displaystyle {\dot {Q}}} che vari in maniera armonica con la medesima frequenza ma fase opposta. In tal caso la pressione acustica ad una distanza sufficientemente grande dalla sorgente è data da:
{\displaystyle p_{a}(r,t)=-{\frac {\omega ^{2}{\bar {\rho }}{\hat {Q}}}{4\pi rc}}\cos {\theta }e^{i(\omega t-kr)}}
dove {\displaystyle \omega } è la pulsazione angolare della variazione di {\displaystyle Q}, {\displaystyle \theta } è riportato nella figura a lato e {\displaystyle k} è il numero d'onda del segnale. Come si può notare, tale pressione ad una fissata distanza non è distribuita uniformemente a causa del fattore direzionale {\displaystyle \cos {\theta }} (in altre parole ha una direzionalità), il quale assume valore nullo (ossia nulle fluttuazioni di pressione acustica) per {\displaystyle \theta =\pi /2}. Esempio di una sorgente di tipo dipolare è un altoparlante aperto da entrambi i lati.

## Quadripolo puntuale

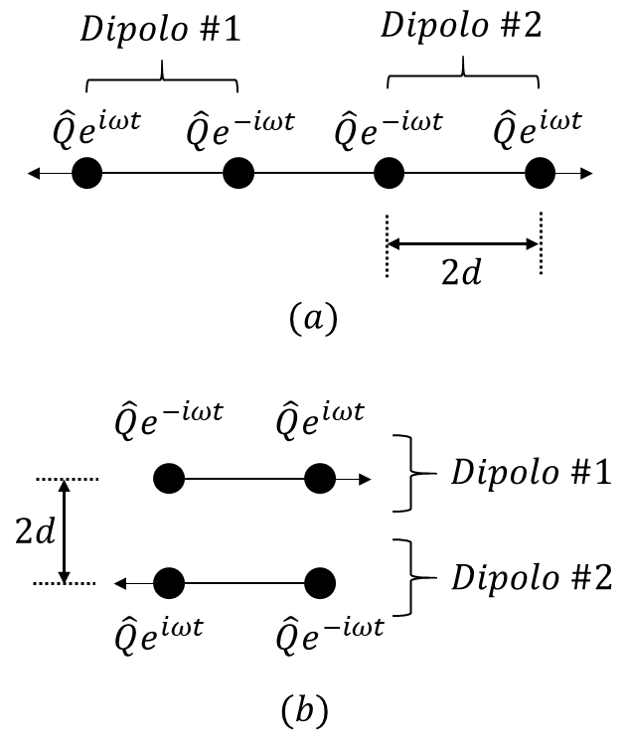
Rappresentazione schematica delle sorgenti acustiche: (a) quadripolo lineare/longitudinale e (b) quadripolo laterale. Vengono evidenziati i dipoli componenti mentre i punti in nero sono i relativi monopoli acustici.

Un quadripolo puntuale è dato dalla sovrapposizione degli effetti di due dipoli puntuali posti in vicinanza fra loro ed a seconda della loro disposizione si hanno due tipologie di quadripolo: quadripolo lineare (o longitudinale) e quadripolo laterale. Si ha un quadripolo del primo tipo quando i rispettivi assi dei due dipoli che lo costituiscono si trovano lungo la stessa retta (vedi figura (a)); si ha un quadripolo laterale quando i due assi sono paralleli fra loro ma con direzioni invertite.